# 宋玉珠
宋玉珠（：／ Song Ok-ju，1965年12月20日—），大韓民國自由派政治人物，第20到21屆國會議員。